# Trine Plumpe
Trine Plumpe (* um 1630 in Recklinghausen; † nach 1650), geriet in einen Hexenprozess im Vest Recklinghausen. Ihre Mutter Anna Schorfeld, genannt Plumpe, und sie stammten aus dem Ortsteil Hochlar, wo in der Zeit der Hexenverfolgungen auf dem Segensberg die Hinrichtungen stattfanden. Sie war wohl das letzte Opfer der Hexenverfolgung im unmittelbaren Jurisdiktionsbereich des Vests.

## Hexenprozesse im Vest Recklinghausen
Zwischen 1514 und 1706 sind im Vest Recklinghausen, das zum Erzstift Köln gehörte, 127 Hexenprozesse aktenkundig, davon 104 gegen Frauen. Höhepunkt der Hexenverfolgungen waren die Perioden 1580–1581 und 1588–1589, als die Truchsessschen Wirren endeten.
Aus den Rentmeister-Rechnungen des vestischen Finanzbeauftragten, in denen die Gefängniskosten und die Ausgaben für den Scharfrichter verzeichnet sind, geht hervor, dass der Schwerpunkt der Recklinghäuser Hexenprozesse in den Jahren 1580–1581 (mindestens 45 Menschen) und 1588–1589 (31 Personen) lag. Es finden sich häufig verwandte Personen: Eheleute, Mutter und Tochter, Geschwister.
1514 ließ der vestische Amtmann Graf von Schaumburg eine Zauberische aufgreifen. Sie wurde beschuldigt, den kalten Winter jenes Jahres verursacht zu haben. Sie floh, wurde aber wieder eingefangen, zum Schloss Horneburg zurückgebracht und wahrscheinlich dort verbrannt. Letzte als Hexe verurteilte Frau war Anna Spiekermann, die 1706 durch das Schwert hingerichtet wurde.
Nach dem Auftreten der Pest, Missernten und einer großen Getreideknappheit im Jahr 1580 besteht ein enger zeitlicher Zusammenhang dieser Prozesswellen mit dem Kölnischen Krieg (1583–1588) zwischen dem Erzbischof von Köln Gebhard Truchsess von Waldburg und dem neuen Erzbischof Ernst von Bayern. Auslöser für den Konflikt war 1582 der Übertritt Gebhards von Waldburg zum Protestantismus. 1584 wurde Recklinghausen vom Erzbischof Ernst von Bayern zurückerobert.

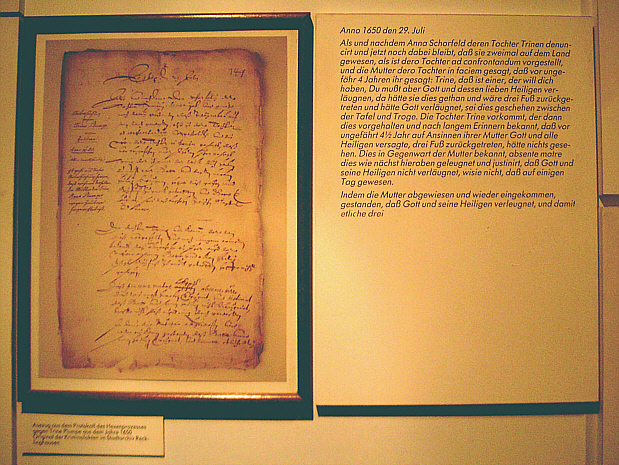
Recklinghausen Hexenprozessakte Trine Plumpe 1650 und Transkription der Urkunde

## Hexenprozess gegen Trine Plumpe
Im Stadtarchiv Recklinghausen findet sich eine Hexenprozessakte über den Hexenprozess gegen die angeklagte Trine Plumpe. Während der Amtszeit von Bürgermeister Arnold Schaumburg und Johann Ophoff wurden 1650 Anna Schorfeld genannt Plumpe (Schornfeld) und ihre Tochter Trine Plumpe als Hexen angeklagt.
Die Mutter hatte im Verhör vom 19. Juli den Namen ihrer Tochter Trine als Mitverschworene des Teufels genannt. Sie sagte in Anwesenheit der Tochter aus, sie hätte ihr vor ungefähr vier Jahren gesagt: Trine, da ist einer, der will dich haben. Du musst aber Gott und dessen lieben Heiligen verleugnen. Da hätte sie dies getan und wäre drei Fuß zurückgetreten und hätte Gott verleugnet.
„vnd nach langem einreden bekandt, daß vor ohngefehr 4 1/2 Jahren auff dero Mutter ansinnen Gott vnd allen heilig[en] v[er]sagt drey fuß zuruck getretten, hette nichts gesehen, […] In deme die Mutter abgewesen vnd wider einkomen gestanden daß Gott vnnd seinen heilig[en] v[er]leugnet vnd damitt … dr[ey] fuß zuruck getretten hette nicht gewust daß dieß so boß gewesen, alß wider vortgetretten wisse nicht ob etwas gesagt…“
Trine gab zunächst die Gottesleugnung zu, widerrief aber später ihr Geständnis. Die Angeklagte verblieb im Gefängnis und sollte der Folter unterworfen werden. Wegen einer vermuteten Schwangerschaft wurde am 1. August 1650 die Durchführung der Folter aufgeschoben. Am 9. September 1650 wurde das Verhör fortgesetzt und zunächst gütlich begonnen. Wieder bekannte Trine nichts. Nach einer Bedenkzeit bis zum Nachmittag wurde die Folter eingesetzt: das „Torquiren“ von vorn und hinten, das Schraubensetzen, Streichen (Schlagen) mit Ruten und das Aufziehen. Trine wurde in den Turm zurückgebracht.
Eine andere Zeugenaussage bezichtigte sie der Vergiftung durch Kirschen. Die Angeklagte wurde wieder schärfster peinlicher Befragung unterworfen, was vom Gericht ausführlich begründet wurde. Besonders belastend wurde die Tatsache bewertet, dass schon Mutter, Großmutter und Enkemutter der Hexerei bezichtigt worden waren. Außerdem habe ihre Mutter sie diese teuflische Kunst gelehrt und dabei sei sie bis an den Tod geblieben und mit großer Reue und Leidwesen über ihre Sünde gestorben.
Die junge Frau aber gestand trotz wiederholter Folterung nicht die ihr zur Last gelegten Verbrechen. Deswegen konnte sie nicht zum Tode verurteilt werden, denn es hätte den Rechtsvorschriften widersprochen. Das Urteil am 4. Oktober 1650 lautete auf Ausstellung (wahrscheinlich am Pranger) und Bezahlung aller Unkosten des Gerichtes. Dem Gericht gehörten an: der Richter Reusing, die Herren Konsul Schauenburg und Henricus Schlüter. Das Urteil wurde unterschrieben vom Stadtsekretär Freitag.
Weil sie trotz Folter kein Geständnis ablegte, trug sie zum Ende der Hexenverfolgung im unmittelbaren Jurisdiktionsbereich des Vests Recklinghausen bei.
Ihr weiteres Schicksal ist unbekannt.